# Tokuji Hayakawa
Pour les articles homonymes, voir Hayakawa (homonymie).
 (avril 2019).
Si vous disposez d'ouvrages ou d'articles de référence ou si vous connaissez des sites web de qualité traitant du thème abordé ici, merci de compléter l'article en donnant les références utiles à sa vérifiabilité et en les liant à la section « Notes et références ».
Compléments
Fondateur de Sharp
Tokuji Hayakawa (早川 徳次, Hayakawa Tokuji) (3 novembre 1893 - 24 juin 1980) est un inventeur, ingénieur, entrepreneur et philanthrope japonais, fondateur du groupe Sharp. 
Ayant dû arrêter l'école très tôt en raison de la pauvreté de sa famille, il devient apprenti-métallurgiste et invente en 1912 à 19 ans la boucle de ceinture Tokubijō (qui peut se serrer sans avoir à la perforer) et en dépose le brevet. Le succès de ce produit est énorme, et il reçoit une première commande très importante de 4 752 pièces. Cela lui permet d'ouvrir son propre atelier de métallurgie pour répondre à la demande, et il diversifie son activité à partir de ce moment, estimant que le succès de sa boucle de ceinture n'est qu'une mode passagère. Il travaille ensuite sur un robinet à débit réglable et invente en 1915 le premier portemine mécanique, nommé Ever-Sharp Pencil, le « crayon toujours bien taillé », qui a donné son nom à l'entreprise (Sharp voulant dire « pointu », dans le sens de « taillé »).
Son entreprise croît rapidement pour atteindre un effectif de 200 employés, mais son élan est cependant brutalement stoppé par la destruction de son usine durant le séisme de Kantō de 1923, pendant lequel il perd également sa femme et ses deux enfants. Il quitte alors Tokyo pour tout recommencer à Osaka. Il doit céder le brevet de son portemine pour rembourser ses dettes puis se relance rapidement grâce à la radio. Il réussit à assembler en 1925 le tout premier récepteur radio à cristal du Japon. Il commence à exporter ses produits en Asie dès l'année suivante et développe un modèle de radio à tube à vide en 1929. 
Pendant la Seconde Guerre mondiale, il participe à l'effort de guerre du Japon en développant des radios utilisant le moins de matériaux possibles grâce à des circuits innovants et l'élimination de l'utilisation de transformateurs, fournissant ainsi sans interruption autant les avions militaires que la société civile avide d'informations sur le déroulement du conflit. Après la reddition du Japon en 1945, son entreprise est toujours intacte sans avoir subi de dommages des bombardements américains mais doit tout de même arrêter sa production en raison du manque de matériaux disponibles. Il décide alors d'offrir un service de réparation radio gratuit directement chez les particuliers. À partir des années 1950, il fait de son entreprise l'un des acteurs de la démocratisation de la télévision au Japon.
Sa devise était « Faire des produits que les autres voudront imiter ».

## Biographie
Tokuji Hayakawa est né à Tokyo en 1893. En raison de circonstances familiales difficiles, il est adopté par la famille Ideno sans que cela lui soit révélé tout de suite. Il quitte l’école primaire après la deuxième année en raison de la pauvreté de sa famille et devient apprenti chez un fabricant d’ornements métalliques du quartier de Honjo. Il y travaille avec diligence pour améliorer ses compétences en métallurgie et sa connaissance du métier, gagnant ainsi la confiance de son maître Yoshimatsu Sakata. À la fin de son apprentissage, il apprend qu'il a été adopté, reprend le nom de Hayakawa et retrouve sa sœur puis son frère Masaharu avec qui il travaillera plus tard.
Bien que la boucle de ceinture est utilisée depuis des temps anciens pour les armures et les chaussures, elle commence à apparaître sur les pantalons pour garçons au XVe siècle et sur les vêtements de femmes au XIXe siècle. À l'époque d'Hayakawa, il y a une augmentation de la demande au Japon avec la diffusion de la mode à l'occidentale mais lui et d'autres artisans n'ont cependant pas encore eu la possibilité de porter des ceintures de style occidental. Il est inspiré par un film muet dans lequel la ceinture d'un acteur se défait, et il passe son temps libre après le travail à inventer une nouvelle ceinture qui pourrait se serrer à n'importe quelle longueur sans avoir besoin de perforation.

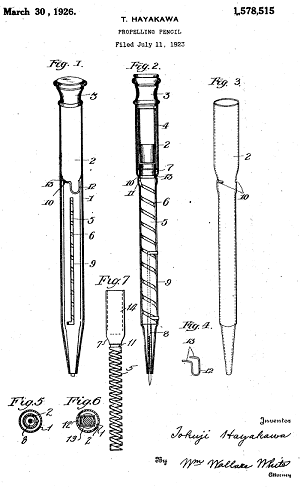
Brevet américain du portemine mécanique Ever-Sharp Pencil datant de 1926.

Il réussit finalement à développer une boucle utilisant un laminoir pour serrer une ceinture sans la perforer. Son maître reconnaît son inventivité et lui recommande de déposer un brevet. Il suggère le nom « Tokubijō » en jouant sur les caractères kanji composant le nom de Tokuji.
La première commande de boucles Tokubijō est énorme : 4 752 pièces. En raison des pressions pour livrer son produit à temps, Tokuji décide de devenir indépendant. Il emprunte la majeure partie des capitaux de façon indépendante et ouvre son propre atelier de métallurgie en septembre 1912. Il acquiert des presses industrielles, engage des ouvriers et livre les nouvelles commandes sans interruption. Il réussit ainsi rapidement à rembourser son emprunt. Il continue à améliorer son processus de fabrication et commence à agrandir son entreprise.
En 1913, Hayakawa dépose le brevet d'un robinet d'eau innovant et, en 1915, il développe le prototype du portemine mécanique encore vendu aujourd'hui. Ce produit se vend au départ difficilement car sa coque en métal est trop froide en hiver et son aspect contraste fortement avec les kimonos de ses clients, vêtement très porté au Japon à l'époque. Mais sa popularité décolle avec une importante commande d'une firme commerciale de Yokohama exportant vers l'Occident en raison d'une pénurie de fournitures à cause de la Première Guerre mondiale. Par la suite, il démontre un génie de la gestion, étendant son entreprise à la fabrication électronique de radios, magnétophones et téléviseurs qui bénéficient d'une renommée mondiale. Il est également actif dans les programmes de protection sociale, faisant de nombreux dons aux défavorisés, et dans l'accès au travail aux personnes souffrant de déficience visuelle. En février 1937, se rappelant ne pas avoir pu aller à l'école dans sa jeunesse, il fonde une école de commerce pour permettre à ses employés peu éduqués d'étudier.
Il est mort en 1980 à l'âge de 86 ans.

## Distinctions

### Nationales
- Médaille d'honneur avec ruban bleu (1960)
- Ordre du Trésor sacré, Étoile d'or et d'argent, deuxième classe (1976) (troisième classe : 1965)

### Autres
- Prix de la ville d'Osaka (1968)
- Prix de la production d'Okochi (1971)
- Prix culturel Osaka (1971)
- 29ᵉ NHK Broadcasting Culture Award (1978)